# Christian Schkuhr
Christian Schkuhr (Pegau, 14 maggio 1741 – Wittenberg, 17 luglio 1811) è stato un botanico tedesco.

## Biografia
Studiò presso l'Università di Wittenberg; pur continuando a lavorare come giardiniere, divenne anche un maestro del design e dell'incisione. Un aderente alla tassonomia di Linneo, si dedicò allo studio della flora di Wittenberg.
Il genere Schkuhria porta il suo nome, nominato da Conrad Moench (ora considerato sinonimo di Sigesbeckia). Viene anche commemorato con il genere Platyschkuhria (A.Gray) Rydb.

## Opere
- Botanisches Handbuch der mehresten theils in Deutschland wildwachsenden : theils ausländischen in Deutschland unter freyem Himmel ausdauernden Gewächse, 1791.
- Beschreibung und Abbildung der Theils bekannten, Theils noch nicht beschriebenen Arten von Riedgräsern nach eigenen Beobachtungen und vergrösserter Darstellung der kleinsten Theile, 1801.
- Histoire des Carex ou laiches, contenant la description et les figures coloriées de toutes les espèces connues et d'un grand nombre d'espèces nouvelles. 1802.
- Deutschlands kryptogamische Gewächse. 1804.[2]